# Die Stille nach dem Schuss
Die Stille nach dem Schuss is een Duitse dramafilm uit 2000 onder regie van Volker Schlöndorff.

## Verhaal
Rita Vogt is een terroriste bij de RAF. Wanneer ze een poging doet om een bendelid uit de gevangenis te krijgen, mondt dat uit in een schietpartij. Er worden foto's van haar verspreid in de media. Rita moet samen met enkele handlangers vluchten naar Oost-Duitsland, waar ze overheidsbescherming genieten in ruil voor enkele aanslagen. Na verloop van tijd duikt Rita onder. Met de val van de Berlijnse Muur komt haar identiteit echter aan het licht.

## Rolverdeling
| Acteur             | Personage          |
| ------------------ | ------------------ |
| Bibiana Beglau     | Rita Vogt          |
| Martin Wuttke      | Erwin Hull         |
| Nadja Uhl          | Tatjana            |
| Harald Schrott     | Andi Klein         |
| Alexander Beyer    | Jochen Pettka      |
| Jenny Schily       | Friederike Adebach |
| Mario Irrek        | Joachim Klatte     |
| Franca Kastein     | Anna               |
| Thomas Arnold      | Gerngross          |
| Dietrich Körner    | Generaal           |
| Rudolf Donath      | Vader van Tatjana  |
| Monika Pietsch     | Moeder van Tatjana |
| Matthias Wien      | Dr. Gruber         |
| Petra Ehlert       | Beate              |
| Hannelore Schubert | Christa            |